# Monts Dore
I Monts Dore sono un massiccio montuoso di origine vulcanica della Francia, parte del Massiccio Centrale. Situato nel dipartimento del Puy-de-Dôme, culmina con i 1.885 metri del Puy de Sancy.